# Автомагістраль AP-8 (Іспанія)
Автомагістраль AP-8 — це автомагістраль на півночі Іспанії, яке перетинає Країну Басків зі сходу на захід. Також відома як Autopista del Cantábrico (кантабрійське шосе) і з'єднує французький кордон з Більбао. Це платна дорога, проходить повз Доностію-Сан-Себастьян, Сарауц, Ейбар і Дуранго. 
У Більбао AP-8 змінюється на Автовіа A-8, яка прямує вздовж північного узбережжя Іспанії до Хіхона і зрештою до регіону Галісія.

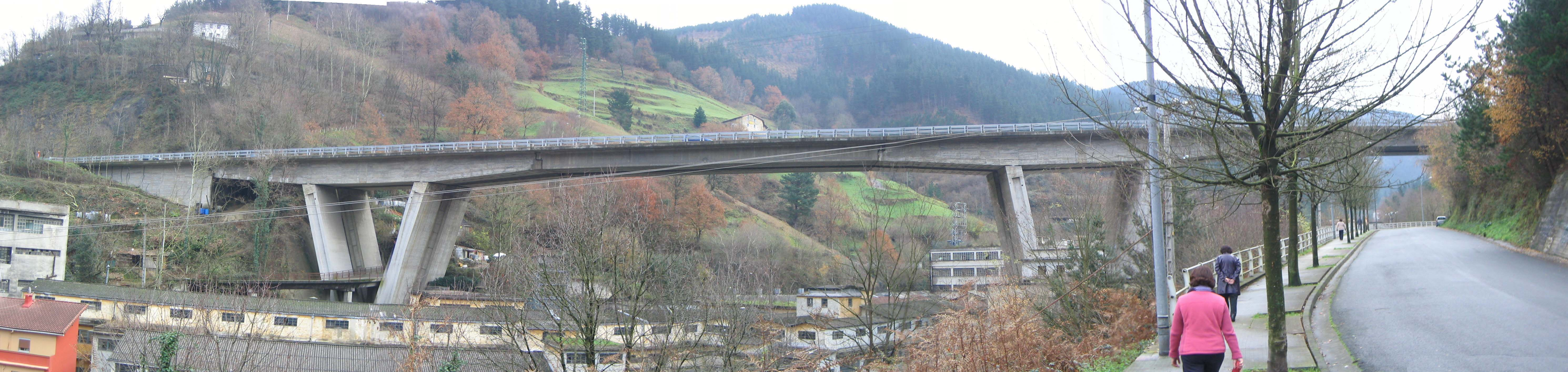
Віадук AP-8 в Ейбарі.
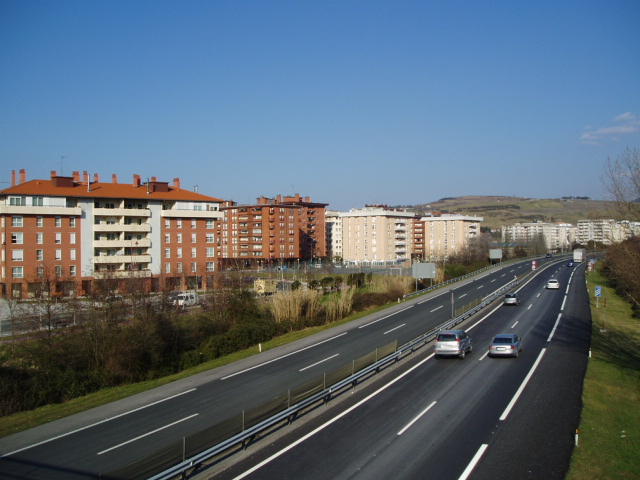
AP-8 в Сарауці.